# Jurij Serbyniuk
Jurij Serbyniuk (ur. w 1887 w Sadogórze, zm. ?) – ukraiński działacz społeczny na Bukowinie, polityk, dziennikarz.
Członek Ukraińskiej Rady Narodowej ZURL w latach 1918–1919, współpracownik misji Ukraińskiej Republiki Ludowej w Wiedniu w latach 1920–1921.
Sekretarz generalny Ukraińskiej Partii Narodowej w latach 1927–1938, poseł rumuńskiego parlamentu w latach 1932–1933.
Od listopada 1939 do lutego 1940 uczestniczył w negocjacjach polsko-ukraińskich w Rumunii.
W 1945 aresztowany przez służby radzieckie w Rumunii, i wywieziony do ZSRR, powrócił do Rumunii w 1954.
Redaktor wielu ukraińskich czasopism na Bukowinie, m.in. Hromadianyn (1909), Narodnyj Hołos (1911-1915), Bukowyna (1914, 1918), Czas (1929-1932), Narodna Syła (1932-1934), Rada (1934-1938).